# Lasioglossum vau
Lasioglossum vau är en biart som först beskrevs av Cockerell 1910.  Lasioglossum vau ingår i släktet smalbin, och familjen vägbin. Inga underarter finns listade i Catalogue of Life.